# Évette-Salbert
Évette-Salbert är en kommun i departementet Territoire de Belfort i regionen Bourgogne-Franche-Comté i östra Frankrike. Kommunen ligger i kantonen Giromagny som tillhör arrondissementet Belfort. År 2022 hade Évette-Salbert 2 022 invånare.

## Befolkningsutveckling
Antalet invånare i kommunen Évette-Salbert
| Referens: INSEE |